# Polygala
Polygala là một chi thực vật có hoa trong họ Zygophyllaceae.

## Loài
Chi này gồm các loài:
Loài chọn lọc
- Polygala alba
- Polygala alpestris
- Polygala amara
- Polygala amarella
- Polygala apopetala
- Polygala arillata
- Polygala baetica
- Polygala calcarea
- Polygala chamaebuxus
- Polygala comosa
- Polygala cowellii
- Polygala gnidioides
- Polygala linoides
- Polygala lutea
- Polygala major
- Polygala myrtifolia
- Polygala nicaeensis
- Polygala paucifolia
- Polygala rupestris
- Polygala senega
- Polygala serpyllifolia
- Polygala stricta
- Polygala tenuifolia
- Polygala vayredae
- Polygala virgata
- Polygala vulgaris